# Liste des candidats démocrates à la vice-présidence des États-Unis
Cet article dresse une liste des candidats du Parti démocrate à la vice-présidence des États-Unis, de 1828 à nos jours.

## Liste
- Rouge : battus.
- Vert : élus.

| Candidat à la vice-présidence | Candidat à la vice-présidence              | Candidat à la vice-présidence | Élection | Candidat à la présidence             |
| ----------------------------- | ------------------------------------------ | ----------------------------- | -------- | ------------------------------------ |
| 1                             | John Caldwell Calhoun                      |                               | 1828     | Andrew Jackson                       |
| 2                             | Martin Van Buren                           |                               | 1832     | Andrew Jackson                       |
| 3                             | Richard Mentor Johnson                     |                               | 1836     | Martin Van Buren                     |
| 4                             | Richard Mentor Johnson                     |                               | 1840     | Martin Van Buren                     |
| 5                             | George Mifflin Dallas                      |                               | 1844     | James Knox Polk                      |
| 6                             | William Orlando Butler                     |                               | 1848     | Lewis Cass                           |
| 7                             | William Rufus DeVane King                  |                               | 1852     | Franklin Pierce                      |
| 8                             | John Cabell Breckinridge                   |                               | 1856     | James Buchanan                       |
| 9 (sud)                       | Joseph Lane                                |                               | 1860     | John Cabell Breckinridge             |
| 9 (nord)                      | Herschel Vespasian Johnson                 |                               | 1860     | Stephen A. Douglas                   |
| 10                            | George H. Pendleton                        |                               | 1864     | George B. McClellan                  |
| 11                            | Francis Preston Blair, Jr.                 |                               | 1868     | Horatio Seymour                      |
| 12                            | Benjamin Gratz Brown (républicain libéral) |                               | 1872     | Horace Greeley (républicain libéral) |
| 13                            | Thomas Hendricks                           |                               | 1876     | Samuel Jones Tilden                  |
| 14                            | William Hayden English                     |                               | 1880     | Winfield Hancock                     |
| 15                            | Thomas Hendricks                           |                               | 1884     | Grover Cleveland                     |
| 16                            | Allen Granberry Thurman                    |                               | 1888     | Grover Cleveland                     |
| 17                            | Adlai Ewing Stevenson                      |                               | 1892     | Grover Cleveland                     |
| 18                            | Arthur Sewall                              |                               | 1896     | William Jennings Bryan               |
| 19                            | Adlai Ewing Stevenson                      |                               | 1900     | William Jennings Bryan               |
| 20                            | Henry Gassaway Davis                       |                               | 1904     | Alton Parker                         |
| 21                            | John Worth Kern                            |                               | 1908     | William Jennings Bryan               |
| 22                            | Thomas R. Marshall                         |                               | 1912     | Woodrow Wilson                       |
| 23                            | Thomas R. Marshall                         |                               | 1916     | Woodrow Wilson                       |
| 24                            | Franklin Delano Roosevelt                  |                               | 1920     | James Middleton Cox                  |
| 25                            | Charles Wayland Bryan                      |                               | 1924     | John W. Davis                        |
| 26                            | Joseph Taylor Robinson                     |                               | 1928     | Al Smith                             |
| 27                            | John Nance Garner                          |                               | 1932     | Franklin Delano Roosevelt            |
| 28                            | John Nance Garner                          |                               | 1936     | Franklin Delano Roosevelt            |
| 29                            | Henry Wallace                              |                               | 1940     | Franklin Delano Roosevelt            |
| 30                            | Harry S. Truman                            |                               | 1944     | Franklin Delano Roosevelt            |
| 31                            | Alben William Barkley                      |                               | 1948     | Harry S. Truman                      |
| 32                            | John Sparkman                              |                               | 1952     | Adlai Stevenson                      |
| 33                            | Estes Kefauver                             |                               | 1956     | Adlai Stevenson                      |
| 34                            | Lyndon Johnson                             |                               | 1960     | John Fitzgerald Kennedy              |
| 35                            | Hubert Humphrey                            |                               | 1964     | Lyndon Baines Johnson                |
| 36                            | Edmund Muskie                              |                               | 1968     | Hubert Humphrey                      |
| 37                            | Sargent Shriver                            |                               | 1972     | George McGovern                      |
| 38                            | Walter Mondale                             |                               | 1976     | Jimmy Carter                         |
| 39                            | Walter Mondale                             |                               | 1980     | Jimmy Carter                         |
| 40                            | Geraldine Ferraro                          |                               | 1984     | Walter Mondale                       |
| 41                            | Lloyd Bentsen                              |                               | 1988     | Michael Dukakis                      |
| 42                            | Al Gore                                    |                               | 1992     | Bill Clinton                         |
| 43                            | Al Gore                                    |                               | 1996     | Bill Clinton                         |
| 44                            | Joe Lieberman                              |                               | 2000     | Al Gore                              |
| 45                            | John Edwards                               |                               | 2004     | John Kerry                           |
| 46                            | Joe Biden                                  |                               | 2008     | Barack Obama                         |
| 47                            | Joe Biden                                  |                               | 2012     | Barack Obama                         |
| 48                            | Tim Kaine                                  |                               | 2016     | Hillary Clinton                      |
| 49                            | Kamala Harris                              |                               | 2020     | Joe Biden                            |
| 50                            | Tim Walz                                   |                               | 2024     | Kamala Harris                        |